# Ворона, Александр Васильевич
Александр Васильевич Ворона (25 мая 1925 — 24 сентября 2021) — советский и украинский художник-монументалист, график, плакатист, член Национального союза художников Украины с 1959 года, заслуженный деятель искусств УССР (1968).

## Биография
Родился 25 мая 1925 года в Скадовске, Херсонская область, в крестьянской семье. Семья жила в Бердянске, где и встретила войну. На тот момент Александр учился в девятом классе школы и занимался в художественной студии (первый преподаватель — Яков Хаст). Служил в пулемётной роте 84-го гвардейского стрелкового полка 33-й гвардейской дивизии 2-й гвардейской армии 4-го Украинского фронта. Был ранен под Севастополем, потом три месяца лечился в госпитале. За боевую доблесть награждён медалями, в 1985 году — орденом Отечественной войны II степени.
В 1948—1951 годах учился во Львовском институте прикладного и декоративного искусства у Романа Сельского и Витольда Манастырского. В 1954 году окончил Харьковский художественный институт — мастерская Василия Мироненко.
В 1969 году назначен главным художником Художественного фонда Украины.
С 1974 года работал преподавателем в Киевском художественном институте, с 1985 года — профессор. В 2000 году стал профессором Киевского института декоративно-прикладного искусства и дизайна. Также является профессором и заведующим кафедры дизайна Университета «Украина».
В 2005 году в Киеве состоялась персональная выставка художника.
Автор настенных композиций в близкой к кубизму манере, но в традиционной для соцреализма тематике: о революции, победе, ударном труде. Много работ изображают пейзажи Крыма, в частности Гурзуфа.
Его дочь Ольга также стала художницей.
Умер 24 сентября 2021 года на 97-м году жизни.

## Работы
Плакаты
- «Торгувати, а не воювати!» (1957),
- «Прокляття вбивцям!» (1970),
- «Пам’ятаємо» (1975),
- «Московський час» (1984),
- «Ми цій пам’яті вірні» (1984),
- «Обережно — сталінізм» (1989);

Картины
- «Вуличка в Гурзуфі» (1988),
- «Квітне гліцинія» (1996),
- «Натюрморт з апельсинами» (1996),
- «Дорога на Лейкове» (2001).